# 树沼

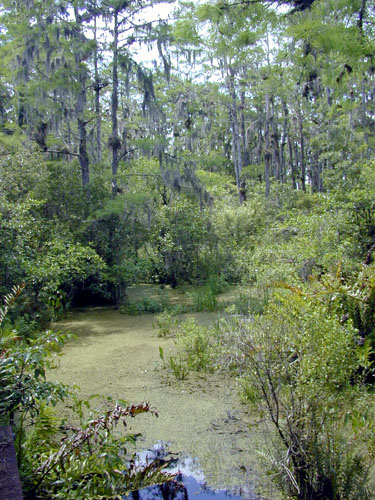
美國佛羅里達州的淡水樹沼

树沼即木本沼泽（英語：swamp），是地表被浅水淹没或浸润、主要生长湿生木本植物的湿地，包括森林沼泽（forested swamp）和灌木沼泽（shrub swamp）。这一术语也用来表示生长有芦苇、香蒲等较高挺水植物为主的湿地。樹沼被認為屬於過渡帶，因為陸地與水對此生態系的塑造都很重要。樹沼在全世界（除了南極洲外）都可發現，其中所含的水可為淡水、汽水或是海水。淡水樹沼通常形成於大河或湖沼旁邊，十分仰賴雨水或季節性的淹水來維持水位線高度；鹽水樹沼澤則形成於熱帶及亞熱帶的沿海岸。世界上最大的樹沼分布於主要的大河附近，例如亞馬遜河、密西西比河與剛果河。